# Burgstall Scherenburg
Der Burgstall Scherenburg, auch Krumenstein, ist eine abgegangene mittelalterliche Höhenburg etwa 420 Meter östlich der Kirche in  Krum, einem heutigen Stadtteil von Zeil am Main im Landkreis Haßberge in Bayern. Er ist unter der Referenznummer D-6-5929-0020 als Bodendenkmal geschützt.
Von der ehemaligen Burganlage sind noch ein Abschnittswall mit Graben, der sich von der Nord- zur Südflanke des Höhenrückens zieht, und ein Ringwall mit dem nicht künstlich erhöhten Burghügel erhalten. Auf der Südseite ist noch ein Randwall.

Burgstall Scherenburg / Krumenstein
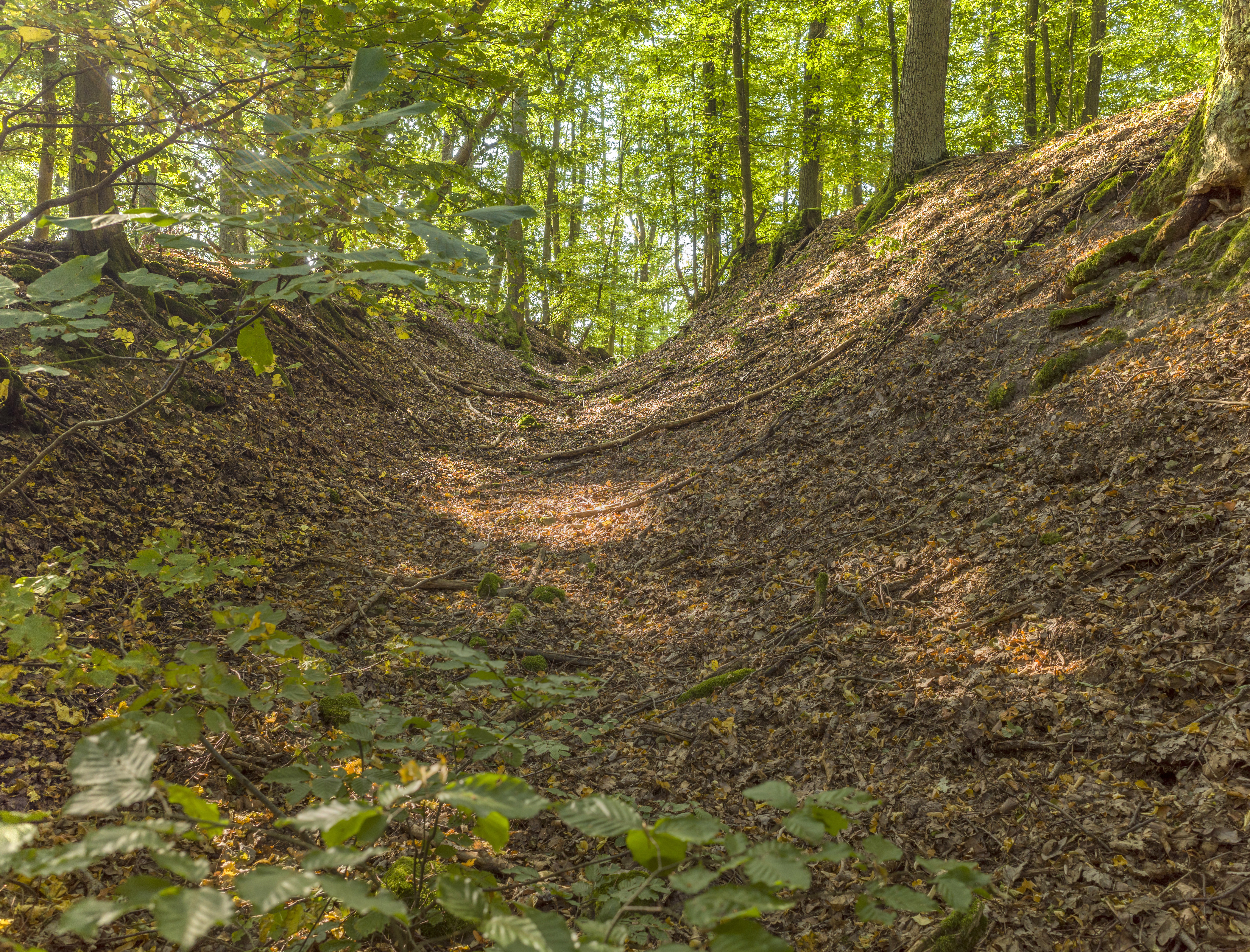
Abschnittswall im Osten
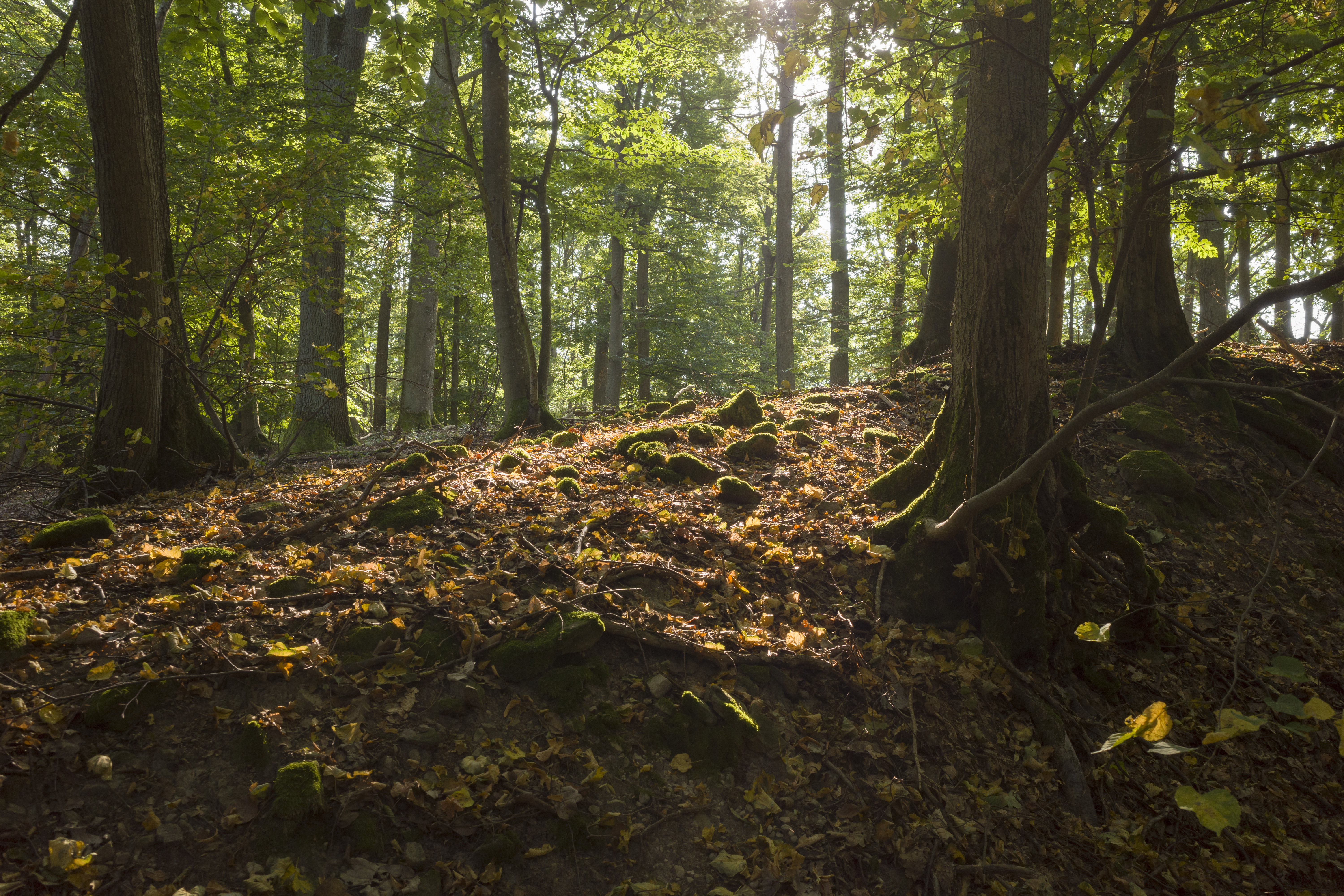
Bebauungsreste des Ringwalls
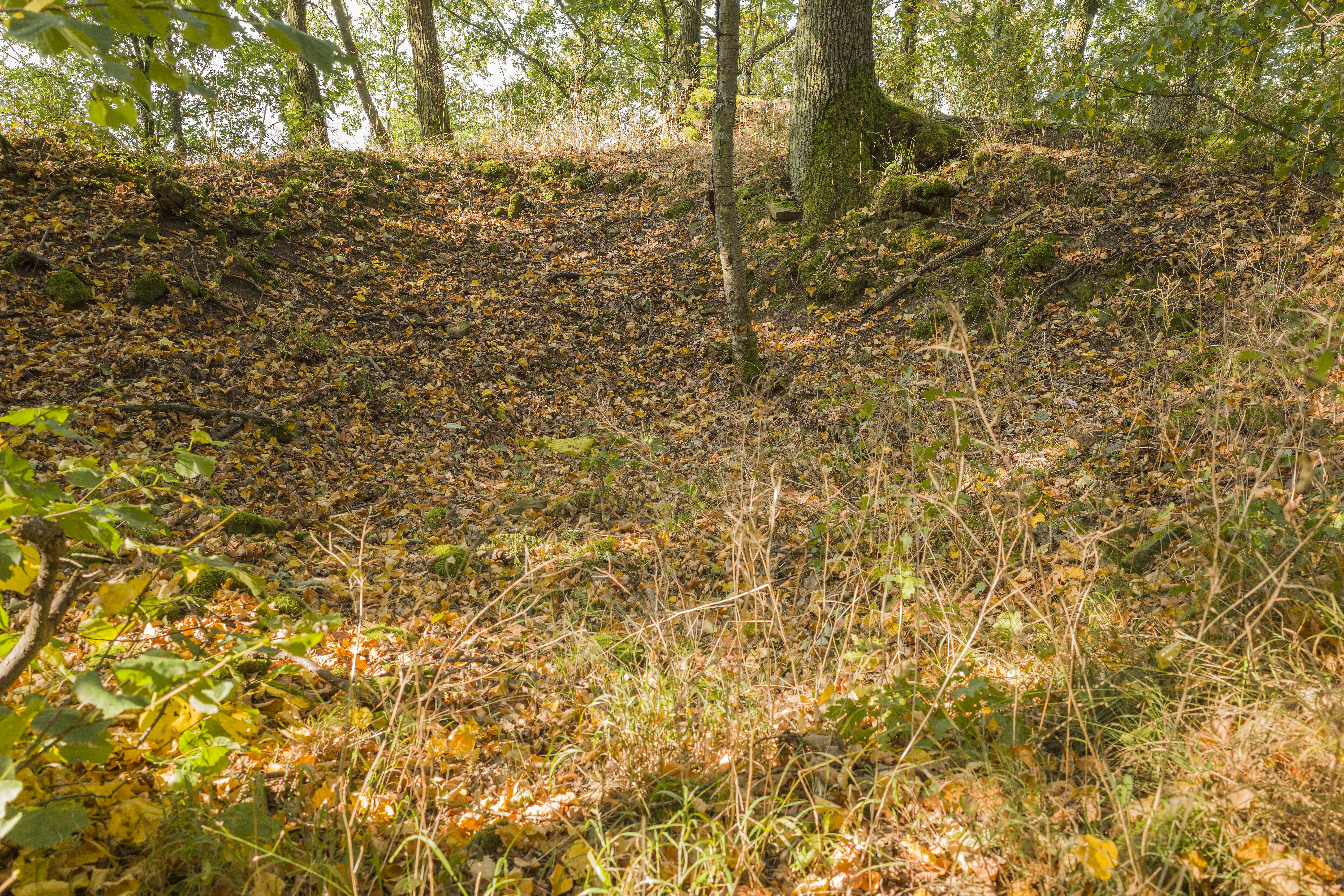
Grube im Süden des Burghügels
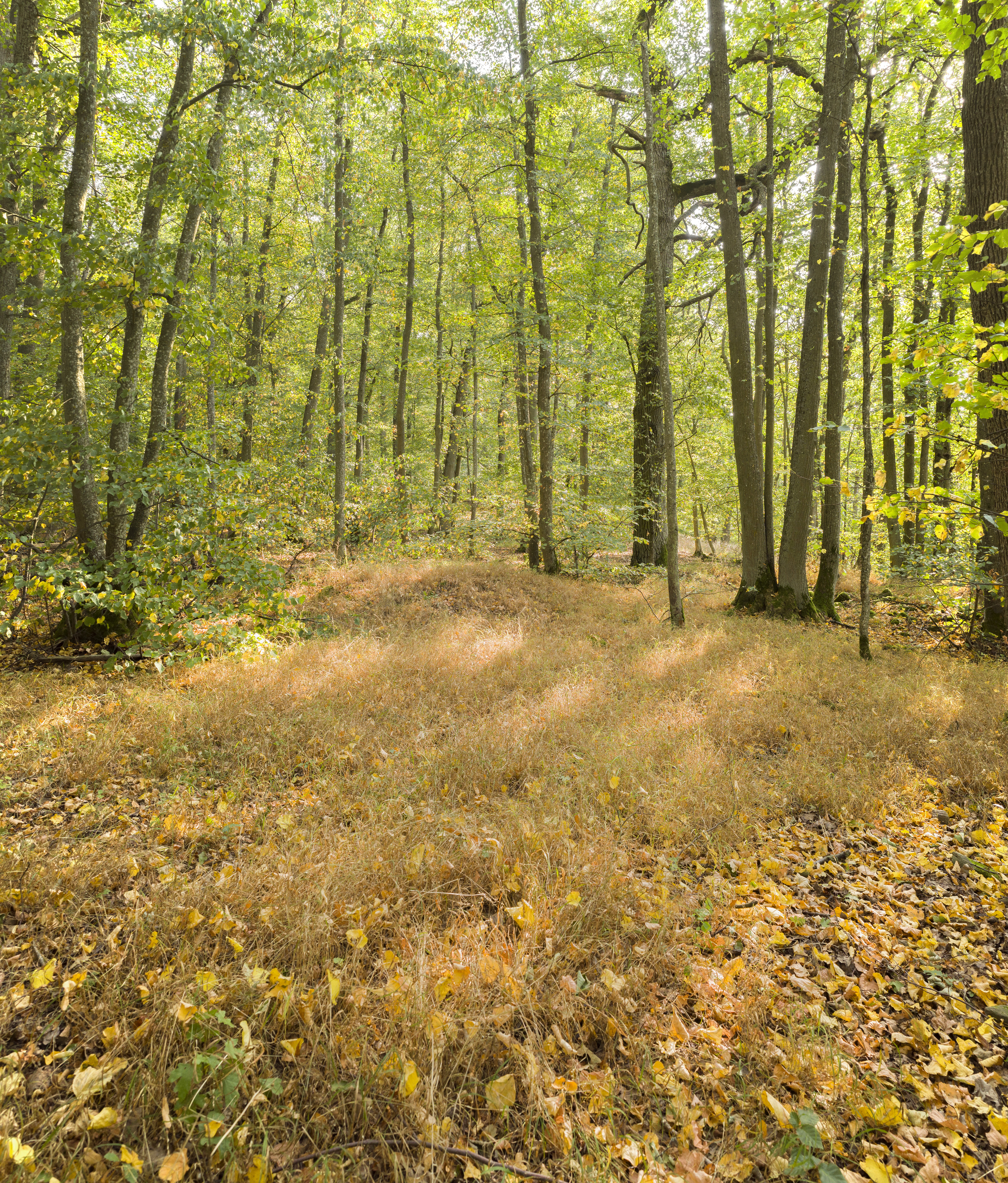
Plateau östlich der Hauptburg
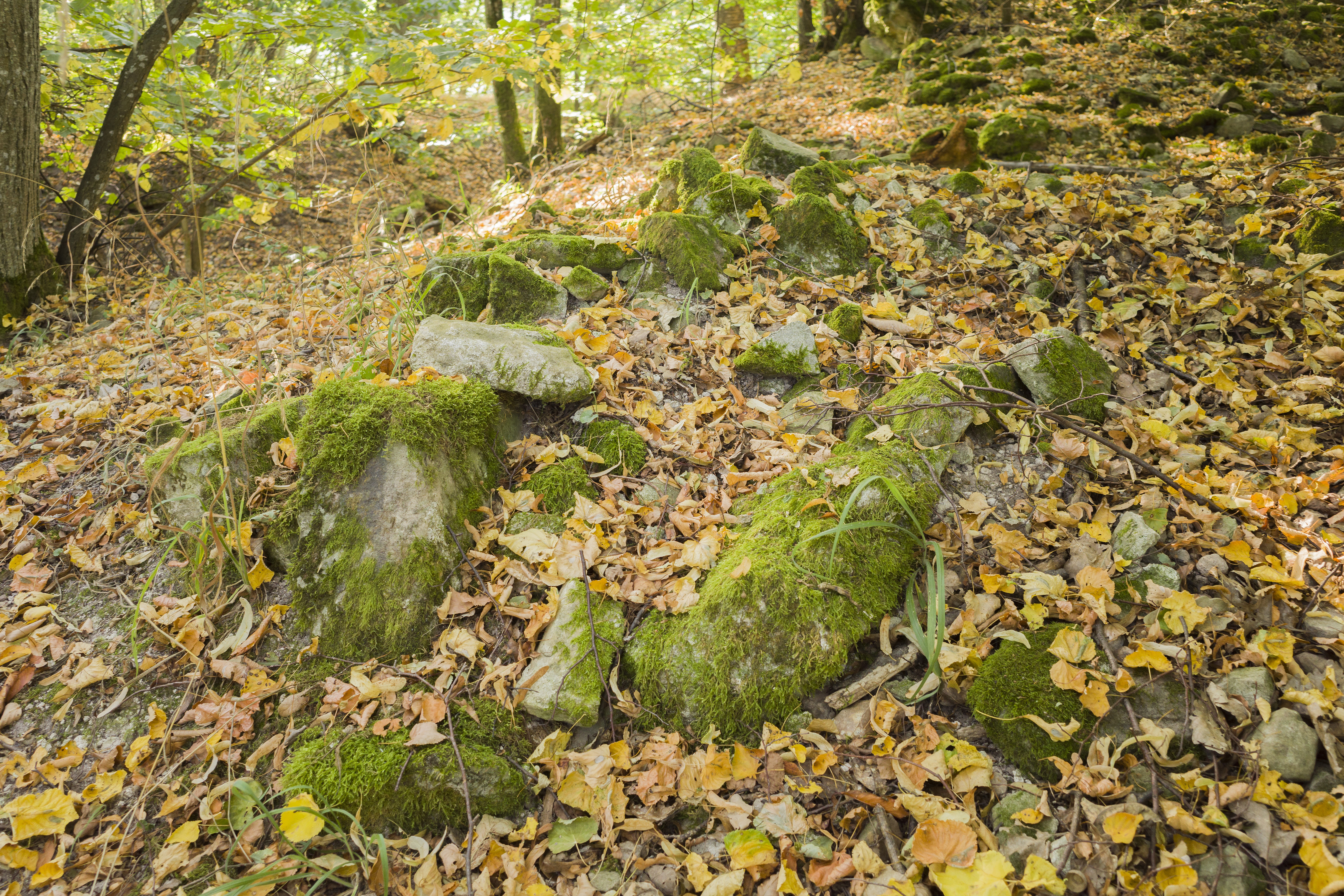
Bebauungsreste auf dem Burghügel
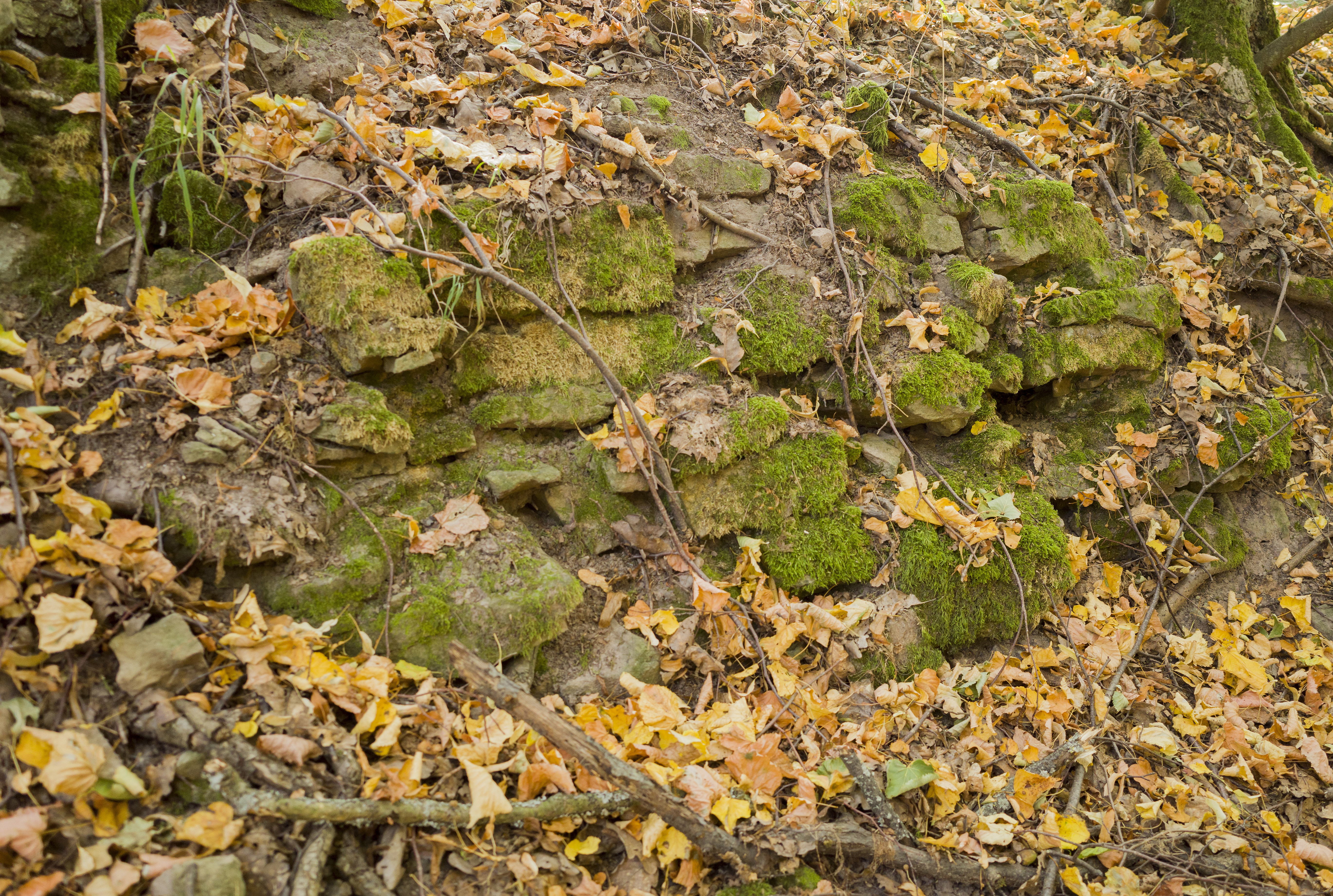
Mauerreste im Ringwall